# Paysandu Sport Club
O Paysandu Sport Club, mais conhecido como Paysandu, é um clube brasileiro com sede em Belém, capital do Pará. Fundado em 2 de fevereiro de 1914 por membros do Norte Club, é reconhecido principalmente por suas atividades no futebol.
Com 59 títulos conquistados, o Paysandu é o clube com mais conquistas da Região Norte. Sendo, 1 título da Copa dos Campeões esse é o principal titulo nacional de um clube Paraense, 2 Campeonato Brasileiro da Série B, 1 uma Copa Norte, 5 Copas Verde e 50 títulos do Campeonato Paraense. Além disso, foi o único clube da representante da região a ter participado da Copa Libertadores da América.
Seu principal adversário é o Remo, caracterizado pelo Re-Pa, um dos clássicos de futebol mais disputados do Brasil, com mais de 700 partidas registradas. Além disso, o time também participa do Pa-Tu, que envolve confrontos com a Tuna Luso.
Possui uma das maiores bases de torcedores do Brasil, classificando-se entre as 20 mais numerosas de acordo com pesquisas de opinião pública destacando-se como uma das torcidas mais influentes da região norte do país.
A torcida Bicolor é conhecida como a Avalanche Bicolor.

## História

### Fundação

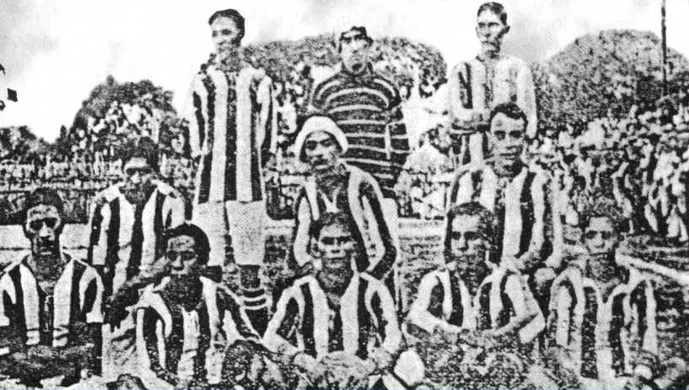
Primeiro elenco do Paysandu, em 1914: Bayma, Romariz e Sylvio; Jaime, Moura Palha e o inglês Mitchell; o inglês Matthews (autor do primeiro gol), Guimarães, Garcia, o fundador Hugo Leão e Arthur Moraes.

O Paysandu Sport Club foi fundado no dia 2 de fevereiro de 1914, após um desentendimento com a diretoria da Liga Paraense de Foot-Ball (atual Federação Paraense de Futebol), devido a não-anulação da partida Norte Club versus Guarany, realizada em 15 de novembro de 1913, devido a diversas irregularidades, cujo resultado deu ao Grupo do Remo (atual Clube do Remo) o título de campeão paraense de futebol. Naquele ano, o Norte Club realizava uma boa campanha e precisava vencer o Guarany para forçar uma partida extra com o Grupo do Remo. Após o empate em 1 a 1, os integrantes do Norte Club, inconformados, solicitaram à Liga Paraense de Foot-Ball a anulação da partida. Porém, a diretoria da Liga julgou improcedente o recurso.
A decisão não agradou os integrantes do Norte Club, que iniciaram então um movimento, sob a liderança de Hugo Manoel de Abreu Leão, para a fundação de um novo clube, para poder enfrentar em igualdade de condições os seus adversários. Este movimento não agradou aos integrantes do Grupo do Remo, os quais tentaram persuadir Hugo Manoel a abandonar a ideia.
Em 1 de fevereiro de 1914, o jornal O Estado do Pará fez a convocação para a reunião da fundação do novo clube esportivo:
| “ | Amanhã, às 8 horas da noite, em casa n.º 22, à rua Pariquis, realizar-se-á importante reunião que terá por fim assentar as bases de uma nova sociedade esportiva, em Belém... | ” |
|   | — O Estado do Pará, 1914. |   |

Compareceram à reunião 42 desportistas, na residência de Abelardo Leão Conduru, muitos dos quais haviam integrado o Norte Club, além de outros de agremiações diferentes, como, por exemplo, do Internacional Foot-Ball Club.
Por unanimidade, a assembleia escolheu Hugo Leão. Leão, propôs a denominação de Paysandu Foot-Ball Club para a nova equipe. Entre os dias de 3 de Dezembro de 1864 e 2 de Janeiro de 1865, a cidade uruguaia de Paysandú foi palco do episódio histórico denominado Cerco de Paysandú, do qual participaram o Exército Brasileiro e Armada Nacional, respectivamente, pelo General Mena Barreto e pelo Marquês de Tamandaré. Esse episódio faz parte da Guerra do Uruguai, um conflito entre o Partido Nacional) e Partido Colorado, facções políticas uruguaias que tinham apoio do Paraguai e do Brasil e Argentina, respectivamente.
Em 1914, assembleia elegeu o primeiro presidente, Deodoro de Mendonça, sendo também escolhida a comissão destinada a redigir os Estatutos do Clube, sendo os escolhidos: Deodoro de Mendonça, Eurico Amanajás e, Arnaldo Morais. Para a segunda reunião ocorreu em 10 de fevereiro de 1914, no mesmo local da primeira e com a presença de elevado número de participantes. Foi empossada a diretoria eleita, aumentando o número de sócios para 100 sendo considerados sócios fundadores, mais de 15 novos sócios que se filiaram ao clube.
Na terceira reunião em 19 de fevereiro de 1914, a classificação mudou de Foot-Ball Club para Sport Club após votação em assembleia, para solicitar a filiação do Paysandu à liga Paraense de Futebol.
No início da década de 1920, o Paysandu passou a ter hino oficial. A letra é do poeta José Simões, enquanto a música foi feita pelo professor Manuel Luis de Paiva.
O primeiro time do Paysandu foi composto por: Romariz; Bayma; Sylvio; Jaime; Moura Palha; Mittchel; Hugo Leão; Garcia; Guimarães; Mattheus (inglês autor do primeiro gol do Paysandu Sport Club); Arthur Morais.

### O clube do Suíço

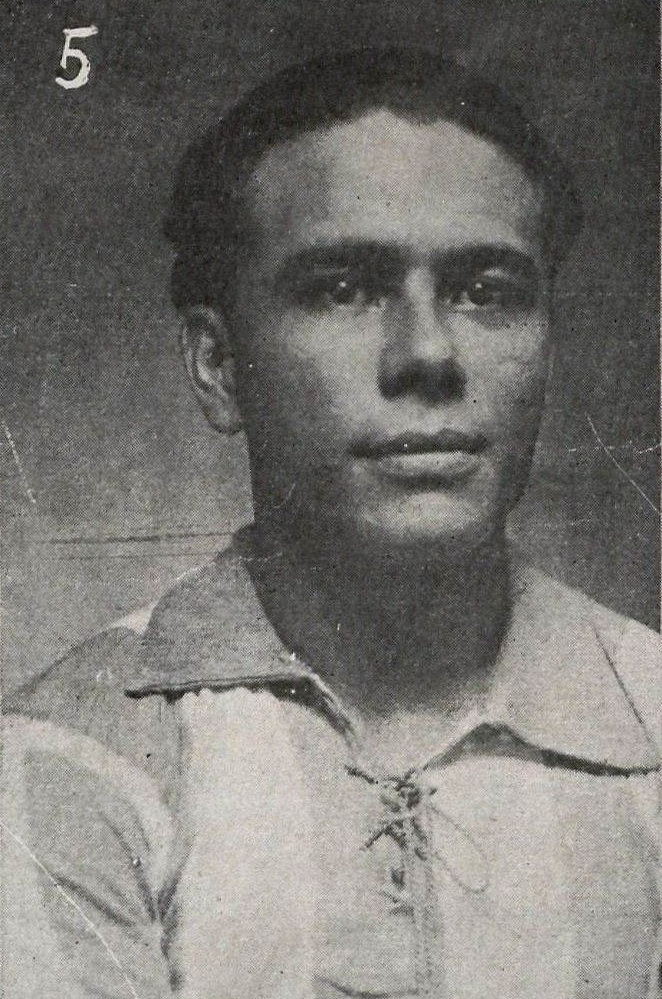
Fotografia de Suíço.

Antônio Manoel de Barros Filho foi um dos grandes jogadores de futebol paraense. Estudou na Suíça, com seu irmão Abel Barros, resultando no apelido de Irmãos Suíços. Jogava com eficiência em qualquer posição, mas destacava-se como lateral esquerdo ou centro-médio. Foi sempre o capitão no Paysandu, função que, na época, incluía a de treinador.
Jogou no Guarany Football Club até o fim de 1914, sendo tranferido para o Paysandu no mesmo ano, estreando em 31 de janeiro de 1915, na meia-direita, contra o Clube do Remo, vitória do Paysandu, 2 a 0. Efetivo da seleção paraense, neste jogou de ponta-direita. Suíço amava o Paysandu que, para ele, era uma espécie de devoção. Havia na sede antiga, um armário envidraçado com seu último uniforme utilizado em campo, com seu retrato emoldurado.
Notabilizou-se por ser o primeiro jogador convocado pela Seleção Brasileira de Futebol, e único pela seleção principal, vindo diretamente de um clube paraense. A convocação foi para a Copa América de 1921, para a qual não pôde, porém, embarcar.
Participou da primeira vitória do clube no clássico Re-Pa, na terceira edição do duelo. Suíço também participou dos três primeiros títulos estaduais do clube, em um tricampeonato invicto entre 1920–22.

### 1914-1946

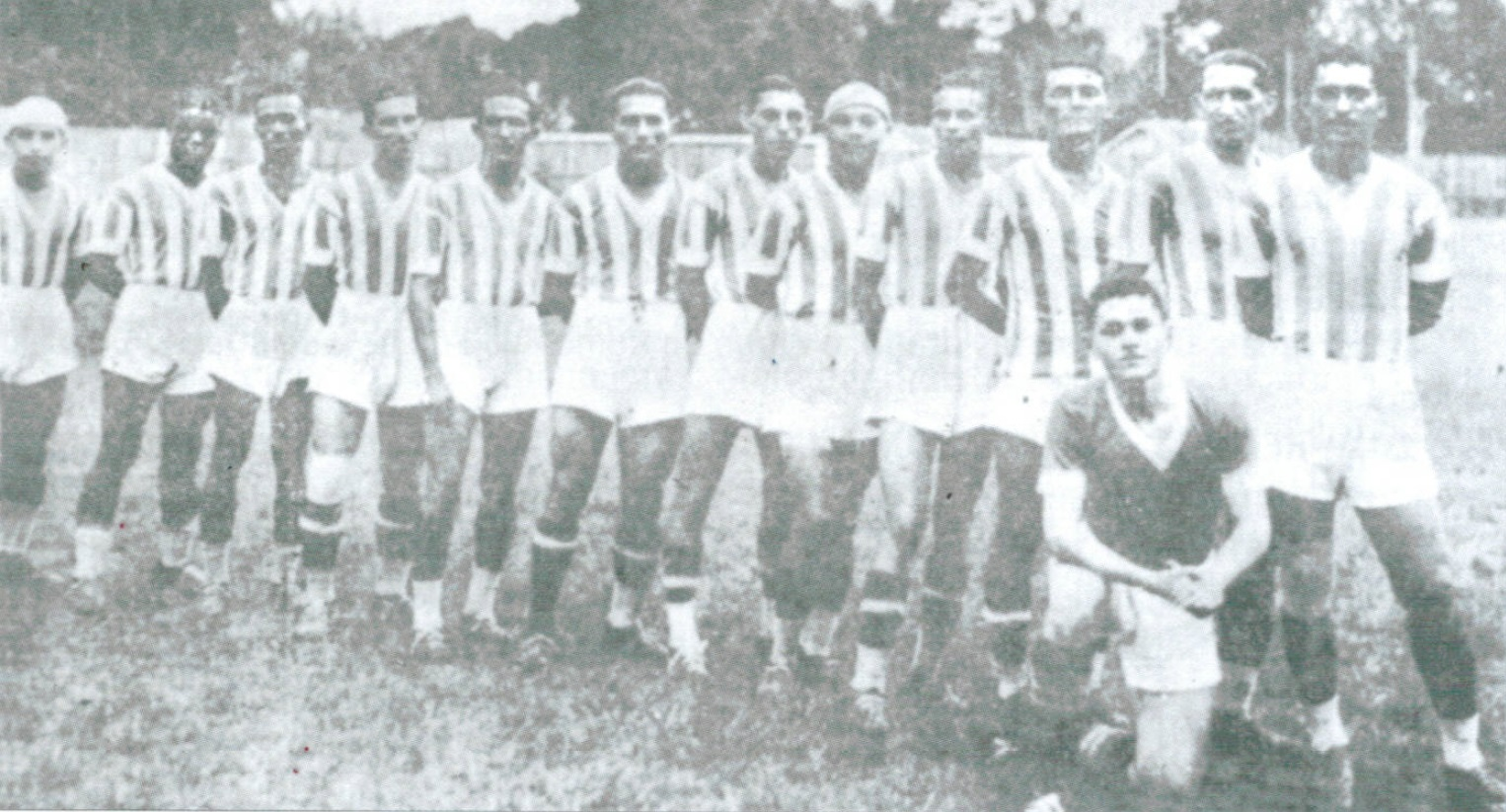
O "Esquadrão de Aço" campeão em 1939. O último em pé é Quarenta, pai do primeiro Quarentinha e terceiro maior artilheiro do clube.

Até 1946 o Paysandu já havia conquistado quinze títulos de campeão paraense, vindo a ter uma conquista bastante destacada no ano seguinte.

### 1947: campeão paraense invicto

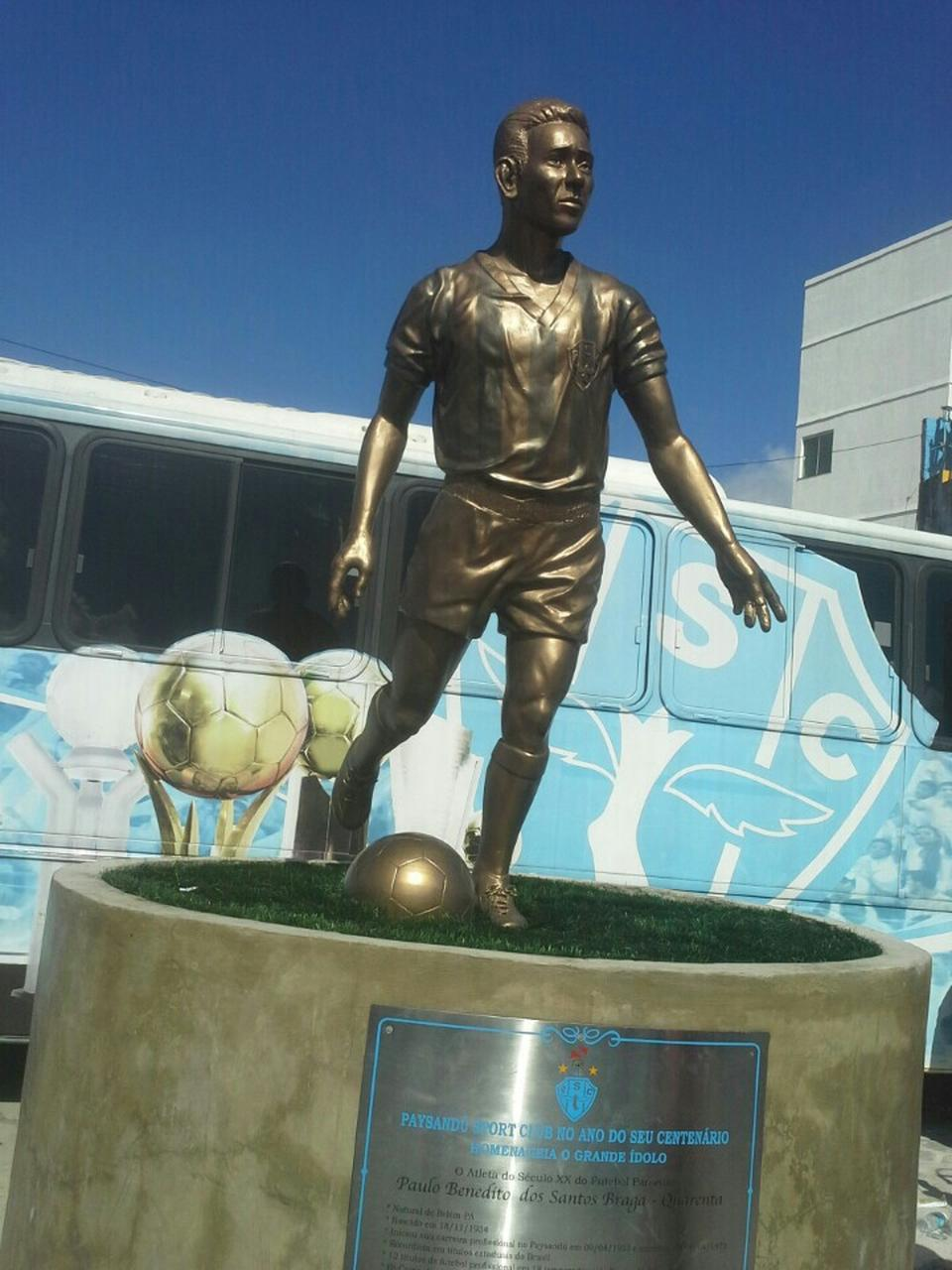
Estatua do segundo Quarentinha no Estádio da Curuzu. Considerado o maior atleta do século XX no Pará, imortalizando a camisa 10 do Papão.

Treinado inicialmente por Alfredo Gama e nos jogos finais por Nagib Coelho Matni, o Paysandu conquistou o título de pentacampeão paraense de futebol, em 1947. O "Esquadrão de Aço" foi campeão invicto, e por antecipação, ao derrotar o Remo por 2 a 0 em seu penúltimo compromisso na competição, na data de 21 de dezembro de 1947.
A equipe jogou 8 partidas, com sete vitórias e um empate. Seu ataque marcou 27 gols e sua defesa deixou passar somente 7 gols, com saldo positivo de vinte gols. O centroavante Hélio foi o artilheiro do Paysandu e do campeonato com onze gols. Sóia fez 4, Rivas, 4, Dengoso, 2, Hosana, 2, Brias, Guimarães, Adimar e Conde (zagueiro da Tuna Luso), contra, 1 gol cada.
O time base da campanha e que jogou a penúltima partida: Aluísio, Bendelaque e Rafael Bría; Pedro, Manoel Pedro e Taco; Hosana, Dengoso, Hélio, Guimarães e Soiá. Tomaram parte na conquista do pentacampeonato outros atletas: Simeão (goleiro); Anthenagoras e Jesus (zagueiros); Adinamar (centro-médio); Farias, Aracati e Rivas (atacantes).
Na partida final, contra o Transviário, vitória do Paysandu por 9 a 1. A diretoria pagou, a cada atleta, o "bicho" de Cr$1.000,00, e, em campanha entre os torcedores, arrecadou-se uma boa soma, que rendeu a cada atleta mais Cr$500,00 de premiação.
Pela conquista do título, o Paysandu recebeu o Bronze "Belas Vitórias".

### 1991: campeão brasileiro da Série B
O Campeonato Brasileiro Série B de 1991 contou com a participação de 64 clubes. Foram agrupados em 8 chaves de 8 equipes cada. Jogaram dentro dos grupos em turno e returno. Classificaram-se os 2 primeiros colocados de cada chave.
Fase Final (com Quartas de Final, Semifinais e Final): sistema eliminatório, com jogos de ida e volta. A decisão do campeonato ocorreu em dois jogos para se definir o campeão da série B de 1991, porém os dois finalistas do campeonato foram automaticamente promovidos para a Série A de 1992.
O Paysandu sagrou-se campeão da Série B de 1991. O time tinha em seu elenco, dentre outros, os seguintes jogadores: Luís Carlos, César, Ari, Nadi, Paulo Cruz, Maurício, Gerson, Oberdan, Rogerinho, Cacaio, Fernando, Mazinho, Pedrinho, Léo, Jorginho Macapá e Dadinho. O técnico era Joel Martins. Disputaram aquele campeonato 64 equipes, que totalizaram 997 gols em 478 jogos, com uma média de 2,09 gols por partida. O artilheiro da competição foi Cacaio, do Paysandu, com 14 gols.

### 2000-2003: anos de ouro
A década de 2000 começou muito bem para o Paysandu. Sob o comando de Givanildo Oliveira, o clube foi tricampeão do Campeonato Paraense no triênio 2000, 2001, 2002.

#### 2001: campeão brasileiro da Série B
O Campeonato Brasileiro Série B de 2001 teve a participação de 28 equipes.
As equipes foram divididas regionalmente em dois grupos, nos quais jogavam em turno e returno dentro deles. As quatro melhores equipes de cada grupo se classificavam para as quartas-de-final, onde se enfrentavam no "sistema olímpico".
Os quatro classificados disputam a Fase Final em um quadrangular com jogos de ida e volta. Os dois primeiros colocados garantiam acesso para a Série A em 2002.
O Paysandu sagrou-se bicampeão da Série B do Campeonato Brasileiro em 2001. Na última partida do quadrangular final, quando o Paysandu garantiu o acesso de volta à Série A, a equipe entrou em campo diante do Avaí com a seguinte formação: Marcão; Valentim, Gino, Sérgio e Lino; Sandro Goiano, Rogerinho, Luis Carlos Trindade e Jóbson; Zé Augusto e Vandick. O técnico era Givanildo Oliveira. Disputaram aquele campeonato 28 equipes, que totalizaram 1.112 gols em 388 jogos, com uma média de 2,86 gols por partida. O artilheiro da competição foi Sérgio Alves, do Ceará, com 21 gols.

#### 2002: campeão da Copa Norte
Os 16 clubes da Copa Norte de 2002 se dividiriam em quatro grupos de quatro clubes cada e os dois mais bem classificados de cada grupo avançariam para a fase seguinte, onde se dividiriam em duas chaves de quatro grupos. O melhor de cada grupo disputaria a final.
Todas as fases teriam jogos de ida e volta.
O Paysandu sagrou-se campeão da Copa Norte ao vencer o São Raimundo do Amazonas por 3 a 0, no lotado estádio da Curuzu, em Belém, e impediu que o rival ficasse com o título pelo quarto ano consecutivo.
O papão que já tinham ganhado o primeiro jogo por 1 a 0, no Vivaldão, abriu o placar logo aos 17min, com Lecheva. Sandro, aos 12min do segundo tempo, ampliou, e Lecheva, a dez minutos do final, fechou o placar.
Essa foi a primeira vez que o Paysandu conquista a Copa Norte. A primeira edição, em 1997, foi vencida pelo Rio Branco. O Sampaio Corrêa triunfou no ano seguinte e o São Raimundo faturou de 1999 a 2001.
Em 14 jogos no regional de 2002, o campeão alcançou 9 vitórias, 3 empates e sofreu apenas 2 derrotas. Marcou 26 gols (média de 1,8) e sofreu 9 (0,6). Com o título o Paysandu ganhou a vaga na copa dos campeões desse ano de 2002.

#### 2002: campeão da Copa dos Campeões
Campeão brasileiro da Série B em 2001, o Paysandu ganhou no ano seguinte a Copa dos Campeões, competição que reunia os mais bem colocados nos torneios regionais. Na final, o Paysandu passou pelo Cruzeiro.
A conquista classificou o Paysandu para a Copa Libertadores da América de 2003.
A formação naquele ano foi: Marcão; Marcos, Gino, Sérgio e Luís Fernando; Sandro Goiano, Rogerinho, Jóbson e Vélber; Jajá e Vandick.
Técnico: Givanildo Oliveira.
O Paysandu foi também nesse ano o Clube Brasileiro que mais ganhou Títulos em 2002, sendo o Campeonato Paraense desse ano, a Copa do Norte e Copa dos Campeões, ultrapassando nesse ano o Corinthians, Cruzeiro e Goiás, esses com dois Títulos de cada.

#### 2003: Copa Libertadores
Devido ao título da Copa dos Campeões em 2002, o clube disputou a Copa Libertadores da América de 2003, envolvendo os melhores clubes da temporada anterior, de países como Argentina, Uruguai, Chile, Bolívia e Paraguai, sendo assim, o único clube do norte do Brasil a participar da competição.
O Brasil, nesta edição, estava representado, além do Paysandu, por Santos (campeão brasileiro de 2002), Corinthians (campeão da Copa do Brasil de 2002) e Grêmio (terceiro colocado no Campeonato Brasileiro de 2002, recebendo a vaga que seria do vice-campeão, o Corinthians, por este já ter se classificado com o título da Copa do Brasil).
O treinador era Darío Pereyra, e tinha, em seu elenco, jogadores como o atacante Róbson "Robgol", Iarley, Sandro Goiano, e Vélber, dentre outros.
O Paysandu participou na primeira fase figurando no grupo 2, ao lado de Cerro Porteño, Sporting Cristal e Universidad Católica. Após 4 vitórias e 2 empates, o "Papão" terminou na liderança do grupo, com 14 pontos. Teve a terceira melhor campanha nesta fase, atrás apenas de Corinthians (15 pontos) e Santos (também com 14 pontos, mas com saldo de gols superior).

### 2005–2006: Rebaixamento
Após terminar na 21ª colocação na Série A do Brasileirão acabou rebaixado. Dentre 22 participantes, terminou na 21ª posição (à frente apenas do Brasiliense, com 41 pontos conquistados (12 vitórias, 5 empates e 25 derrotas). Mesmo com ótimo desempenho do atacante Robgol, que perdeu a artilharia da Série A, para o Romário, na época no Vasco da Gama, por apenas 1 gol, sendo vice artilheiro com 21 gols o Robgol, entrando na seleção dos melhores do Campeonato Brasileiro de 2005.
Em 2006, era favorito ao acesso, terminando em quarto lugar no campeonato, antes da parada para a Copa do Mundo de 2006, após uma goleado de 6 a 2 na Portuguesa, no Canindé. Porém, com problemas de salários atrasados, no retorno do campeonato começou a entrar em declínio na tabela, tomando umas das maiores goleadas recentemente da Série B, perdendo de 9 a 0 para o Paulista, após esse jogo alguns jogadores deixaram o elenco. No último jogo do campeonato desse ano, no Mangueirão contra o Marília venceu por 4 a 1, sendo rebaixado, após a derrota da Portuguesa-SP contra o Sport na Ilha do Retiro.
Sua campanha: 38 jogos, 12 vitórias, 8 empates e 18 derrotas; 51 gols marcados e 70 sofridos; 44 pontos, 27 pontos a menos do que o vencedor deste torneio, o Atlético Mineiro.

### 2007-2012: na Série C
2007
Em 2007, terminou o Campeonato Paraense 4º lugar e sua participação na série C foi curta, em 6 jogos, somou apenas 1 ponto, com um empate com o Ananindeua em 3 a 3, em seu próprio estádio. Nos outros 5 jogos, o "Papão" saiu de campo derrotado pelas seguintes equipes: Imperatriz, Ananindeua e Araguaína (após perder 12 pontos, devido a escalação de um jogador de forma irregular, despencou da então liderança do grupo à lanterna, com 1 ponto negativo), o que ocaionando na desclassificação ainda na 1ª Fase.
2008
Em 2008, no série C passou da 1ª fase em segundo lugar com 9 pontos (2 vitórias, 3 empates e 1 derrota) atrás somente do Águia de Marabá. Na 2ª fase o Papão somou 10 pontos (3 vitórias, 1 empate e 2 derrotas), e em 2º lugar passou de fase. Porém, na 3ª fase, não pontuou o suficiente, já que o Rio Branco-ES e Águia de Marabá fizeram, 13 e 9, respectivamente. Porém, o Paysandu conquistou vaga para a Série C de 2009, que contou com 20 times (4 rebaixados da série B e do 5º ao 20º colocado da série C de 2008). Na classificação geral, o time ficou na 12ª colocação, com 27 pontos.
2009
Foi campeão da Taça Cidade de Belém (1º turno), vencendo na final o São Raimundo-PA, por 3x0 e 2x3. Na final do Campeonato Paraense, encontrou novamente o São Raimundo, e venceu de novo por 9x3 (6x1 e 3x2), conquistando assim o 43º título estadual do time, o que fez do Paysandu o 2º maior Campeão Estadual do Brasil, perdendo somente para o ABC, que possuía 50 títulos na época. Na Série C, conseguiu passar de fase em 2º com 12 pontos, atrás somente do Rio Branco. Nas quartas de final, a equipe encarou o Icasa, mas foi derrotado por 7x3 (1x1 e 6x2). Terminando a competição na 8ª colocação.
2010
Em 2010, Bicampeão da Taça Cidade de Belém, o 1º turno do Campeonato Paraense, garantindo sua vaga na final do Estadual. No segundo turno do Parazão, o Bicolor foi eliminado pelo Clube do Remo, por 2 a 2 na semifinal. Na final do Estadual, venceu o Águia de Marabá por 3 a 2 (0 a 1 e 3 a 1), e conquistou pela 44º vez o título do Campeonato Paraense. Na Série C o Paysandu, avançou para segunda fase. O enfrentou Salgueiro, nas quartas de final, sendo derrotado por 4 a 3 (1 a 1 e 3 a 2).
2011
Em 2011, foi vice-campeão paraense ao empatar com o Independente por 3 a 3, e perder para o mesmo na disputa de pênaltis por 3 a 0, terminando na primeira colocação geral, mas como vice-campeão. Na Série C, venceu o Araguaína por 0 a 1 fora de casa e deu fim a um tabu de 5 anos sem vencer fora de seus domínios em campeonatos brasileiros. Ao fim da 1ª Fase, acabou na segunda colocação do grupo, com 14 pontos, atrás Rio Branco, após uma vitória de 5 a 0 sobre o Araguaína em casa. Na segunda fase, ficou em 3º lugar no grupo, com 7 pontos, atrás do CRB, com 12, e do América de Natal, com 9, não conseguindo o acesso.
2012
Em 2012, acabou sendo eliminado na primeira fase do primeiro turno, e no segundo, do Campeonato Paraense, dependeu do ranking da CBF para se classificar a Copa do Brasil de 2013. Já na Copa do Brasil de 2012, se classificou pela primeira vez para oitavas de final, vecendo o Sport, sendo eliminado na próxima fase pelo Coritiba.
Na Série C com uma sequência de oito jogos sem vitória a torcida revoltou-se e atirou vários objetos no campo (no empate em 1 a 1 com o Icasa no Mangueirão, acarretando em punição imposta pelo STJD, com a perda de dois mandos de campo). Após três rodadas sem derrota, se classificou para a fase final da competição. Na última rodada classificatória, perdeu para o Icasa no Ceará por 1 a 0, mantendo classificação, pois o Santa Cruz foi derrotado pelo Águia de Marabá por 1 a 0. Na fase final, contra o Macaé, do Rio de Janeiro. No jogo de ida, disputado em Paragominas, o Paysandu venceu por 2 a 0 e na volta perdeu por 3 a 2, garantindo o acesso para a Série B de 2013, retornando após seis anos.

### 2013-2019: novos rumos e títulos
Em 2013 o Paysandu finalmente volta à Série B após seis anos. O ídolo do clube Vandick Lima torna-se presidente e realiza um sonho antigo do clube, um terreno para a construção de um centro de treinamento. A principal intenção do novo mandatário bicolor era profissionalizar o clube para uma boa Série B e manter o time forte para o centenário, que ocorre em 2014.
Logo no primeiro campeonato disputado, o Paysandu foi campeão. O título veio no Campeonato Paraense de 2013, vencendo o primeiro turno e a final, com o melhor ataque (55 gols) e aproveitamento (71,2%) da competição. Na Copa do Brasil, o Paysandu foi eliminado na terceira fase, para o Atlético Paranaense, após passar por São Raimundo-RR e Naviraiense, após ser eliminado dentro de campo, mas foi classificado com a eliminação do time sul-mato-grossense da competição pelo STJD, por ter jogado com dois jogadores irregulares.
Campeão Paraense em 2013, conquistando seu 45º título estadual, vencendo o Paragominas Futebol Clube na primeira partida em Paragominas e conquistando nova vitória, dessa feita por 3 a 1, em Belém.
O Paysandu disputou Campeonato Brasileiro da Série B, pela 13ª vez. Apesar do planejamento, terminou a edição na 18ª posição, com 40 pontos, sendo rebaixado para a Série C de 2014.

#### 2014: final da Copa Verde e acesso para a Série B
Começou o ano sendo vice-campeão paraense, após o título de 2013. Foi campeão do segundo turno, mas perdeu a final para o seu rival Clube do Remo, ficando 4 a 3 no placar agregado.
No primeiro ano da volta aos campeonatos regionais, após 12 anos de ser o último campeão da Copa norte em 2002, chegou a final da Copa verde, nesse ano de 2014, eliminando o Clube do Remo na semifinal do campeonato, após dois jogos disputados, ganho por 1 a 0 no placar agregado. Na final enfrentou o Brasília perdendo nos pênaltis por 7 a 6, após ter ganho o primeiro jogo no Mangueirão por 2 a 1, sendo devolvido o placar de 2 a 1 pelo Brasília, no Estádio Nacional Mané Garrincha. Algumas semanas após a disputa da final, houve denúncias que jogadores do Brasília jogaram sem estar com o nome regularizado no BID, havendo denuncia da CBF, o caso passou ao STJD, mas No dia 28 de julho de 2014, o STJD retirou o título do Brasília devido à escalação irregular de quatro jogadores na final do torneio, concedendo o título ao Paysandu. No dia 1 de agosto, porém, o Brasília conseguiu um efeito suspensivo da decisão, retomando o título temporariamente. A resolução final do caso seria julgada pelo Tribunal Pleno do STJD no dia 14 de agosto, mas foi adiada por conta do mau tempo. Na sequência, o julgamento foi remarcado para o dia 2 de outubro, porém adiado outra vez devido a um pedido do Paysandu, uma vez que o relator do processo não poderia estar presente. No dia 7 de novembro, ficou definido que o julgamento final aconteceria no dia 13 de novembro, após mais de um mês de indefinição. Porém, mais uma vez o julgamento foi adiado, pois o Paysandu alegou que um de seus advogados não poderia comparecer. Assim, o pleito foi adiado para o dia 27 de novembro, quando finalmente o Pleno decidiu a favor do Brasília, que foi declarado campeão.

#### Acesso à Série B em 2014
Após classificar-se em quarto colocado no grupo A da Série C, o Paysandu, no mata-mata, enfrentara o Tupi, time de melhor campanha no grupo B, que estava a 13 jogos invicto. A primeira partida foi realizada em Belém, no Estádio do Mangueirão, com a presença de mais de 30 mil torcedores. Vitória bicolor por 2 a 1, com gols de Augusto Recife e Bruno Veiga para o Paysandu e Bruno Barros descontando para a equipe mineira. Precisando apenas de um empate para conseguir o acesso, o Papão foi até Juiz de Fora, MG. Sem o menor conhecimento dos mineiros, o Papão conseguiu outra vitória: 1 a 0 com direito a um golaço antológico de Ruan, por cobertura, aos 41 minutos da segunda etapa, calando os quase 16 mil torcedores presentes no Estádio Juiz de Fora.
Semifinais
No primeiro jogo da semifinal não tomou conhecimento do Mogi Mirim no Mangueirão e goleou o time paulista pelo placar de 4 a 1. No jogo de volta, em Mogi Mirim, o Papão perdeu pelo placar de 2 a 1, mas o Paysandu acabou se classificando para a final.
Finais
No primeiro jogo da final contra o Macaé, no Estádio Cláudio Moacyr, em Macaé no Rio de Janeiro, o jogo terminou em 1 a 1, gols de para o Macaé, mas Yago Pikachu empatou em uma cobrança de falta. No jogo de volta, no Mangueirão, diante de aproximadamente 38 mil torcedores, o jogo terminou empatado em 3 a 3, o que deu o título ao Macaé pelo critério do gol fora.

#### Temporada de 2015
Em 2015, com novos contratados e com a expectativa de fazer um bom Campeonato Paraense, Copa verde, uma boa Série B e uma boa Copa do Brasil. Mas começou mal no estadual, não se classificando para a fase decisiva do 1º turno do Campeonato Paraense, que o Independente Atlético Clube acabou sagrando-se campeão. Já no 2º turno, o Paysandu conseguiu se classificar.
Semifinal
O Paysandu iniciou a semifinal contra o Parauapebas, de Parauapebas, no Mangueirão, em Belém. O jogo teve ótimas atuações de ambos, mas o placar ficou em 0 a 0, o que acabou levando o jogo para os pênaltis, onde o Paysandu venceu de 4 a 3, com gols de Carlinhos para o Paysandu e gols de Juninho, e perdas para o Parauapebas, cujo resultado levou o Papão para a final.
Final
O Paysandu foi para a final contra o Clube do Remo, mas acabou perdendo por 2 a 1, gol de Aylon para o Paysandu e dois gols de Rafael Paty para o Remo, com o Remo se sagrando campeão e indo para a finalíssima contra o Independente.
Já na Copa Verde foi parecido.
Oitavas-de-final
O Paysandu começou a Copa Verde empatando em 1 a 1 com o Santos Futebol Clube (Macapá), em Macapá no Estádio Municipal Glicério Marques, gol de Marlon, de cabeça, para o Papão, depois de uma cobrança de falta,e Raí, depois do passe de Acosta, faz o gol do Peixe. Já no jogo da volta, na Curuzu, o Paysandu se classificou pelo placar de 2 a 0, com gols de Yago Pikachu e de Carlinhos.
Quartas-de-final
O Paysandu jogou na Curuzu goleando por 4 a 1, a equipe do Nacional, com gols de Aylon, dois de Bruno Veiga e um de Carlinhos para o Papão, e o Raylson descontando para o Naça. Já no jogo da volta no Colina, o Paysandu empatou por 1 a 1, o Leão de Manaus abriu o placar com gol de Leo, depois da cobrança de falta, mas a equipe bicolor empatou com gol de Jhonnatan, mas se classificou para a Semifinal.
Semifinais

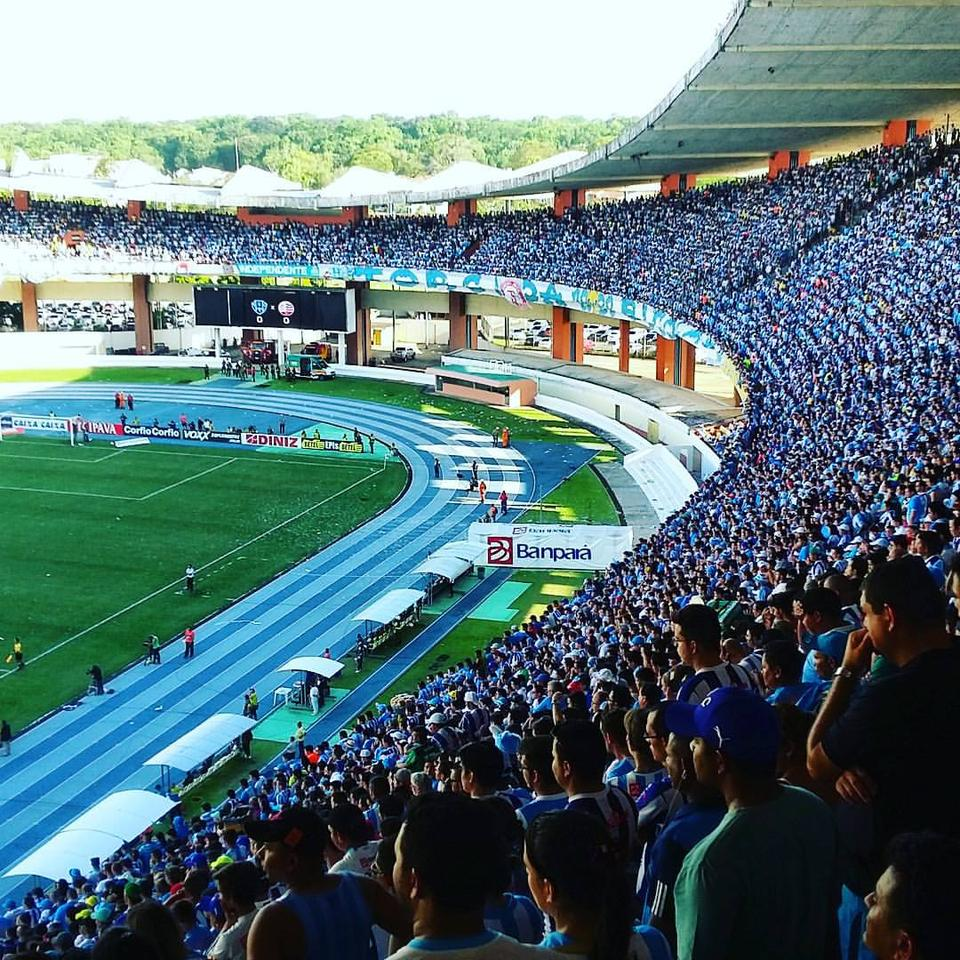
Torcedor lotando o Estádio Olímpico do Pará. Foto tirada em 2015, em jogo valido no Brasileiro Serie B.

O Paysandu enfrentou o Remo, e venceu o 1º jogo por 2 a 0, com gols de Yago Pikachu e Bruno Veiga para a equipe bicolor. Já no 2º jogo, o Paysandu perdeu por 2 a 0, com gols de Dadá e de Sílvio para a equipe remista. Com o placar agregado em 2 a 2, o jogo foi para os pênaltis,vencido pelo Remo por 5 a 4, com gols de Augusto Recife, Radamés, Bruno Veiga e Leandro Canhoto e perda de Carlinhos para o Paysandu e de gols de Val Barreto, Dadá, Bismark, Max e Levy para o Remo, cujo resultado eliminou o Paysandu, e levou o Remo para a final contra o Cuiabá.

#### Série B
Na Série B de 2015 o Paysandu começou bem, brigando pelas primeiras posições da tabela, entretanto na reta final do campeonato, o clube acumulou tropeços e terminou sem conseguir o esperado acesso à primeira divisão.
O Paysandu terminou a competição em 7° colocado na tabela com 60 pontos conquistados, com uma campanha de 38 jogos, 17 vitórias, 9 empates e 12 derrotas.

#### Copa do Brasil
Primeira Fase
Na primeira fase, o Paysandu enfrentou o Águia Negra do Mato Grosso do Sul empatando no estádio Iliê Vidal, em Rio Brilhante pelo placar de 2 a 2, com gols de Bruno Veiga e Aylon para o Paysandu e Cristiano e Yago Pikachu(contra) para o Águia Negra. Após estar vencendo por 2 a 0 e se classificando, o time da casa buscou o empate e conseguiu forçar o jogo da volta na Curuzú. Porém, a luta do time mato-grossense acabou não valendo muito a pena após o Paysandu vencer pelo placar de 2 a 0, com gols de Bruno Veiga e Dannyu Francisco para o Paysandu.
Segunda Fase
Na segunda fase, o Paysandu enfrentou o ABC na Curuzú por 1 a 0, com o gol de Leandro Cearense para o Paysandu. já no jogo da volta, o ABC vencia o jogo por 1 a 0, gol marcado por Bruno Luiz, placar que levava aos pênaltis, até os 21 minutos do segundo tempo, quando o Paysandu resolveu reagir com gols de Yago Pikachu e Carlos Alberto, virando a partida, vencendo por 2 a 1 e se classificando para a terceira fase da competição.
Terceira Fase
Na terceira fase, o Paysandu enfrentou o Bahia. No primeiro jogo, realizado no Mangueirão, o Paysandu venceu o Bahia por 3 a 0, mesmo com o Bahia dominando a partida, com gols de Misael, Fahel e Yago Pikachu para o Paysandu. Já no Pituaçu em Salvador, o Paysandu segurava o 0 a 0, o Bahia venceu a partida por 2 a 0, com gols de Eliercer e Welker. Porém, o time baiano não conseguiu a classificação mesmo vencendo por 2 a 0, pois o Paysandu venceu por 3 a 0 no jogo da ida. Já o Papão se classificou para as oitavas-de-final da competição.
Oitavas-de-Final
Já nas oitavas-de-final, o Paysandu enfrentou o Fluminense no Maracanã. Jogo este que o time bicolor acabou perdendo pelo placar de 2 a 1, com gols de Magno Alves e José Renato para o Fluminense e Yago Pikachu, de falta, para o Paysandu. Já no jogo da volta, realizado no Mangueirão, o Paysandu acbou sendo mais uma vez derrotado pelo mesmo placar do jogo da ida, 2 a 1, com gols de Cícero e Marcoss Júnior para o Fluminense e Yago Pikachu, de pênalti, para o Paysandu. Resultado este que eliminou o time paraense e classificou o time carioca.

#### 2016: volta da hegemonia e resgate
Em janeiro de 2016, Alberto Maia, então presidente, definiu investir em uma marca própria de material esportivo. Assim foi criado a “Lobo”.
O Paysandu faturou R$ 1,5 milhão nos 7 primeiros meses do ano. A receita da venda de artigos esportivos passou a ser do clube.

#### Título invicto

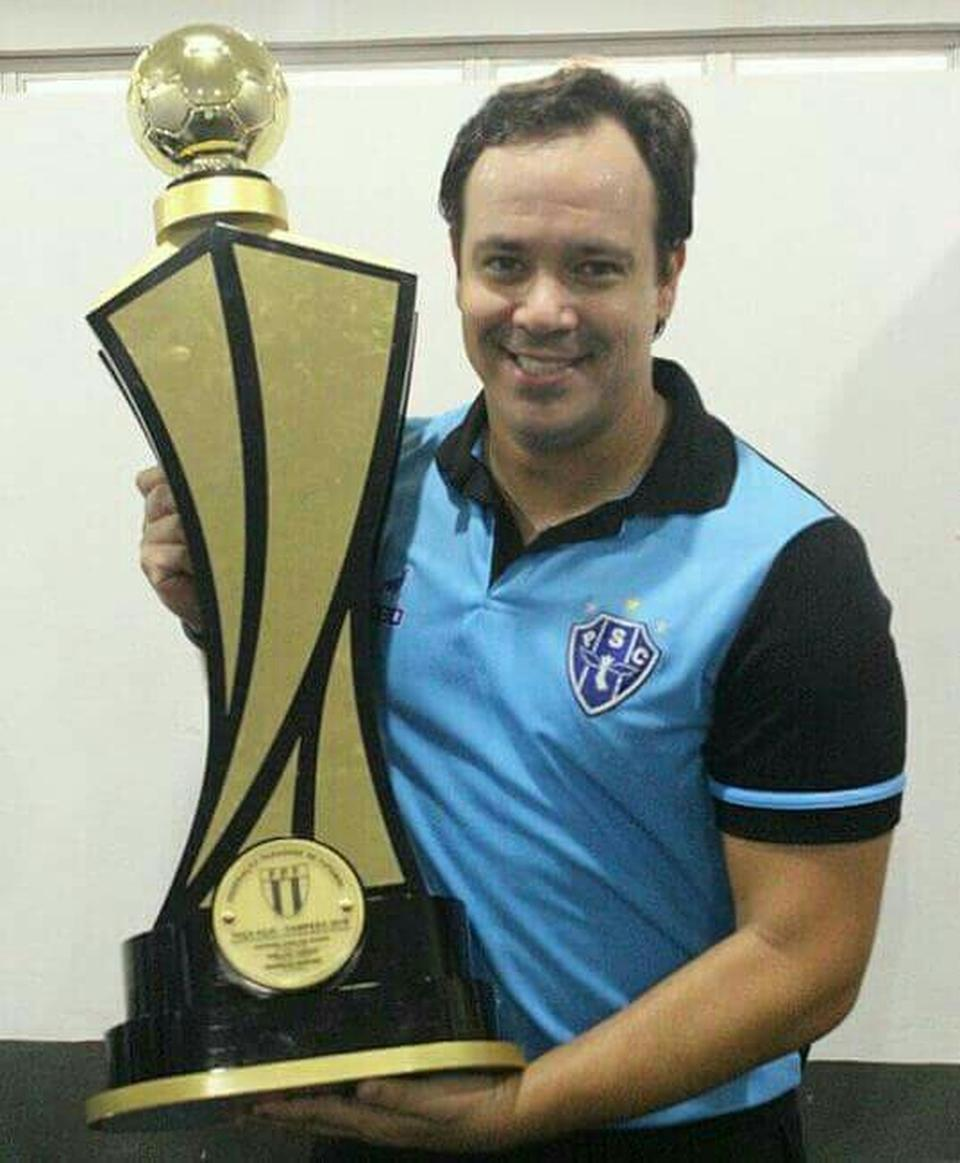
Dado Cavalcanti, campeão Paraense de 2016.

Com um gol relâmpago, susto e redenção no segundo tempo, o Paysandu venceu o São Francisco por 2 a 1, no estádio Mangueirão, em Belém, e se sagrou campeão paraense de 2016 de maneira invicta. O título acabou com a série de duas conquistas seguidas do Remo.
A partida reuniu os dois principais times do Campeonato Paraense. O campeão Paysandu, que bateu o arquirrival Remo na final do primeiro turno, ostentou a melhor campanha geral do torneio. Já o São Francisco - que superou o Cametá na decisão do segundo turno - foi derrotado pela primeira vez fora de casa e acabou com o vice.
A vitória do Paysandu começou com um gol logo no primeiro minuto de jogo no Mangueirão. Após cruzamento pelo lado esquerdo, Lombardi subiu mais alto que a zaga do São Francisco e testou forte para balançar as redes.
Ainda na primeira etapa, o São Francisco Futebol Clube buscou o empate. Aos 29 minutos, Andrelino foi lançado na grande área e com um toque de primeira, por cobertura, deixou tudo igual na decisão. Para evitar a decisão nos pênaltis, o Paysandu contou com a força de sua torcida e partiu para cima na segunda etapa. Aos nove minutos saiu o gol do título. Em cobrança de escanteio, Fabinho Alves aproveitou a sobra e garantindo vitória. Campeão paraense 2016 de forma invicta.
Título inédito: Copa Verde
O Papão conquistou a competição pela primeira vez em sua história, em campanha que teve seis vitórias, um empate e uma derrota.
Apesar de estar jogando no Estádio do Bezerrão, em Gama (DF), o Paysandu entrou em campo com calma por conta da vitória por 2 a 0 no jogo de ida, no Mangueirão, na terça-feira passada. A situação da equipe ficou ainda mais tranquila quando Raí, logo aos dois minutos, recebeu na frente e bateu no canto direito, abrindo o placar. O Gama sentiu o gol e só conseguiu responder com uma boa chance aos 39 minutos, com chute de Grampola que passou muito perto. Quatro minutos depois, Leandro Cearense recebeu passe de Augusto Recife e quase ampliou para o Papão.
Na etapa final, o Paysandu voltou querendo deixar as coisas ainda mais tranquilas. Aos dois minutos, Lucas pegou rebote e quase marcou. No lance seguinte, Raphael Luz conseguiu boa cabeçada e obrigou o goleiro Pereira a fazer grande defesa. Já aos 27 minutos, Leandro Cearense puxou contra-ataque, ganhou da defesa e bateu para fora.
Após três chances desperdiçadas, o ditado "quem não faz, leva" foi justificado. Aos 28 minutos, Grampola ganhou de Lombardi no alto e deixou tudo igual, a bola ainda bateu na trave antes de entrar. Três minutos depois, o mesmo Grampola apareceu novamente, caiu na área e o árbitro marcou pênalti. Ele bateu e virou o placar para o Gama.
A equipe brasiliense tinha de fazer mais dois gols para ficar com o título, mas o Papão se defendeu bem e garantiu que a taça fosse para Belém.
Com a conquista do Campeonato Paraense no último sábado (7), a Copa Verde foi o segundo título do Paysandu neste curto período de tempo. O Papão vence a competição pela primeira vez em sua história após ficar "no quase" em duas edições anteriores, quando foi vice para o Brasília, em 2014, e terceiro colocado no ano passado.
Os resultados do início da temporada deixaram torcedor e diretoria confiantes com o desempenho do clube para o Campeonato Brasileiro da Série B.
Tendo em vista a sua heroica conquista como o primeiro clube do Norte a ganhar o Título da Copa Verde, a CBF e por meio de mudanças sobre as regras IMPOSTAS pela CONMEBOL onde o Paysandu não estará presente na edição de 2017 da Sul-Americana. Em contrapartida, já pensando de forma rápida e "justa" sua conquista em disputar de forma garantida entre os 16 times que farão parte das oitavas de final da Copa do Brasil de 2017.  Além de Santa Cruz e Paysandu, o Atlético-GO, atual campeão da Série B que também é outro time que já entrará nas oitavas de final da Copa do Brasil de Futebol de 2017.
Copa do Brasil
Primeira Fase
O Paysandu estreou pela Copa do Brasil 2016 contra o Independente e venceu o duelo por 2 a 1 fora de casa. No jogo de volta, o Papão fez valer o mando de campo e venceu por 2 a 0 conseguindo se classificar para a segunda fase com folga.
Segunda Fase
Na segunda fase o Paysandu perdeu para o Operário de Ponta Grossa por 1 a 0, mas conseguiu devolver a derrota, vencendo por 2 a 0 e conseguindo se classificar para a próxima fase.
Terceira Fase
Na terceira fase o Papão da Curuzu foi bem no primeiro jogo e conseguiu empatar por 0 a 0 fora de casa contra a Juventude-RS, mas no jogo de volta o Paysandu acabou sendo surpreendido e foi derrotado em casa por 2 a 1, sendo eliminado de forma precoce e inesperada na terceira fase. Em 2017, por ordem da CBF em contrapartida das novas regras que a CONMEBOL estabeleceu em 2017, o papão terá vaga garantida das oitavas de final da Copa do Brasil de Futebol de 2017 garantida ao título da copa verde de 2016.
Apesar de uma campanha vitoriosa do Paysandu no Estadual e pela Copa Verde de 2016, a qualidade técnica do elenco não havia se qualificado, o que obteve um início turbulento no início do Campeonato Brasileiro. Na série B 2016, o Paysandu começou empatando em 2 a 2 com o Ceará e depois empatou em casa com o Oeste por 1x1. O Papão da Curuzu começou muito mal a Série B, tendo ocupado a zona de rebaixamento. Último mau resultado que teve sob comando de Dado Cavalcanti foi contra o Clube Náutico Capibaribe em plena Curuzu, pelo placar de 1 a 3. Com isso, a passagem vitoriosa de Dado Cavalcanti havia acabado, dando lugar ao novo Técnico do Paysandu: Gilmar Dal Pozzo.

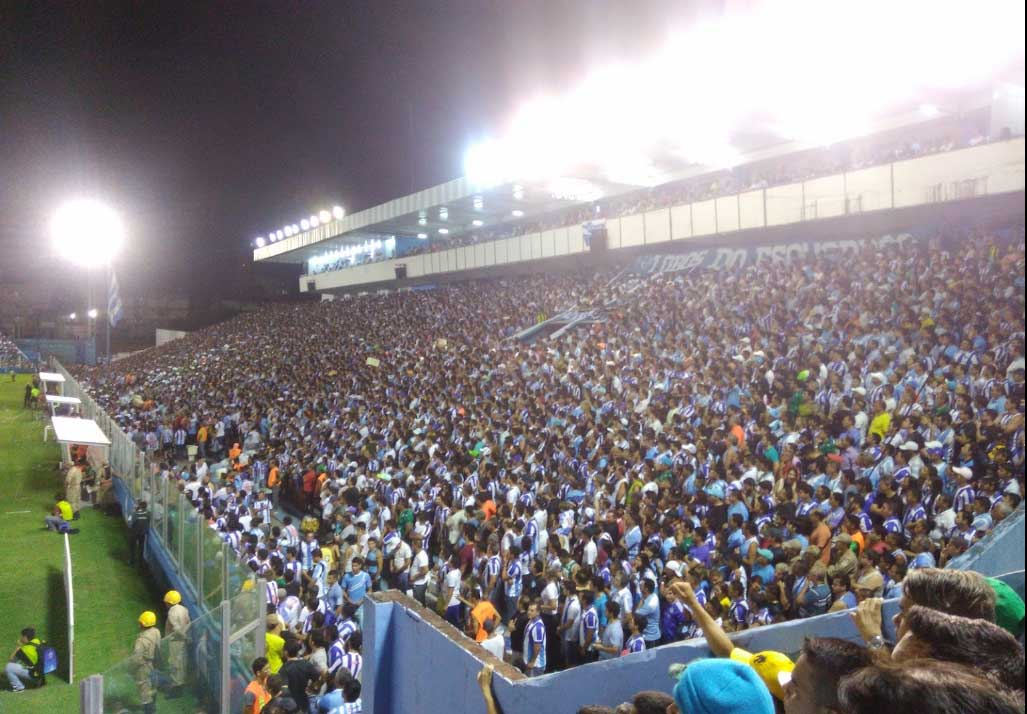
Estádio da Curuzu, em jogo válido pela Série B.

A Partir da nona rodada, havia começado o seu trabalho inicial pelo Paysandu: vitória sobre o Avaí por 1 a 0,  na rodada seguinte venceu o líder Vasco da Gama por 2 a 0 em São Januário com dois gols de Jhonatan e acaba com a invencibilidade de quase nove meses do time cruzmaltino dentro de casa. No jogo seguinte com mais um de Jhonatan o Papão venceu o Joinville na Curuzu por 1 a 0 e pula para 11° colocado. Após essa vitória o time do Paysandu iniciou uma surpreendente sequência de empates, o que atrapalhou  a campanha do clube na série Bom e mantes o time brigando pelo meio de tabela.  Ao todo, foram sete empates consecutivos, sendo cinco seguidos por 0 a 0, além de dois empates por 2 a 2 contra CRB e Vila Nova.
Dessa forma o Papão terminou o primeiro turno como 11º colocado. Como entre a rodada houve muitos empates, dentro e fora de casa, O Técnico Gilmar Dal Pozzo não resistiu e foi demitido do clube. Paysandu teria que emplacar, caso ele desejaria sonhar por um acesso para a Elite do Futebol Brasileiro.
No segundo turno, o paysandu teve o retorno de Dado Cavalcanti e com a sina de um tom ainda mais experiente em querer mostrar mais uma chance para o clube do papão. Havia emplacado uma série de vitórias e empates durante o segundo turno. Apesar de boas vitórias, o Clube só conseguiu a Permanência para Serie B do próximo ano. Na tabela, o Papão terminou a Série B na 14ª colocação, com 49 pontos. Nos critérios gerais, o Paysandu teve 11 vitórias, 16 empates e 11 derrotas, marcando 40 gols e sofrendo 44, tendo um saldo negativo de -4 e um aproveitamento de 43%. O Técnico Dado Cavalcanti em seu último discurso na final do jogo dentro da curuzu, Perdendo para o Criciúma pelo placar de 1x2, decidiu encerrar seu vínculo do clube. Sua temporada de 2016 havia terminado, deixando sua cadeira para o próximo Técnico que tomaria novos Rumos para 2017. Dado Cavalcanti deixa um brilhante trabalho e quem sabe um futuro próximo e com mais experiência poder abraçar o Clube Novamente.

#### 2017: com projetos com novas promessas
O ano mal começou, tendo em vista a saída do Técnico Dado Cavalcanti e a vinda de Marcelo Chamusca para o Papão, muitos torcedores haviam uma grande preocupação entre o novo Técnico. Mudando apenas o comando da Diretoria do paysandu, O Presidente Sergio Serra abraçou e apoio a vinda do novo Comandante técnico do Paysandu. Além deles, várias peças do Ataque e na Defesa. Um deles é Bérgson, ex atacante do Náutico e recém chegado para compor a ofensiva do papão. Com o novo projeto do Presidente Sergio Serra em manter as obras do Centro de Treinamento Raul Aguilera, vários pratas da casa foram também aproveitados no elenco profissional do Paysandu.

#### 47 títulos paraenses

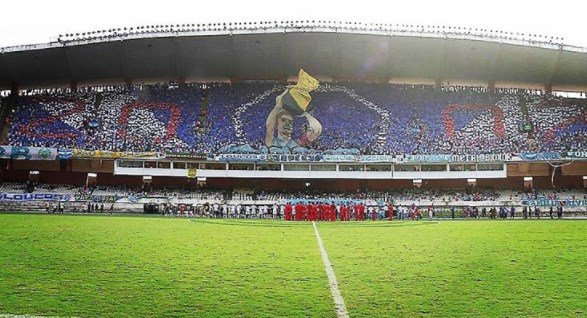
Para começar, um grande mosaico 3D formado nas arquibancadas do Lado B do mangueirão, com o capitão Gino erguendo a taça, em 2002, da maior conquista da história do Papão: a Copa Campeão dos Campeões.

Ganhou quem era "favorito", quem investiu mais e quem teve experiência para saber lidar com as adversidades dentro dos 90 minutos e no extracampo. O Paysandu já segue um projeto administrativo há cinco anos e vem se estruturando financeiramente, aumentando seu patrimônio e dando melhores condições de trabalho para os seus jogadores e comissão técnica, o que trazia uma maior obrigação na conquista do bicampeonato Paraense, já que a diretoria pôde trazer jogadores mais caros e melhores tecnicamente, diferente do rival, que formou uma equipe regional.
Há frente do Papão há cinco meses, o Técnico Marcelo Chamusca estava pressionado, assim como o elenco, por conta das atuações em jogos anteriores na temporada. A dificuldade em vencer equipes tecnicamente muito inferiores, como o Galvez-AC, já havia ligado o sinal de alerta no clube. Tudo se agravou após a derrota por 3 a 1 para o Luverdense, em Cuiabá, na última quinta-feira. O treinador foi o maior alvo de críticas e indignação dos torcedores, já que utilizou oito jogadores reservas na partida visando poupar os titulares que vêm participando da sequência de decisões. O Paysandu chegou ao clássico sem ter vencido o rival em nenhum dos três jogos anteriores que houve entre as equipes no ano, o que aumentava ainda mais a pressão na equipe. Apesar disso, a torcida bicolor soube agir e trazer confiança e vontade aos jogadores.
Melhor e mais organizado, o Paysandu iniciou a partida com maior volume de jogo, atacando e levando perigo ao gol de André Luís, mas sem oportunidades reais de abrir o marcador. A postura do Remo era de cautela, com a equipe esperando o adversário e saindo para o jogo, com certa dificuldade, após encontrar os erros dos bicolores. A diferença técnica acabou dando o título ao time com mais qualidade individual. Com dois gols de Bérgson, o Paysandu venceu o Remo por 2 a 1 e conquistou o Campeonato Paraense 2017, no Estádio Olímpico do Pará, o Mangueirão. Amenizou o duro trabalho do Chamusca e o alivio de quem tinha a certeza do investimento e da base do Paysandu o tempo todo.

#### Na Copa Verde
Diante da Copa Verde, o Paysandu tinha com tudo para selar seu ano mais uma vez com 2 Títulos seguidos ao que fez no ano de 2016 : 1 Título Estadual e 1 Título Regional. Apesar de ter saido vitorioso enfrentado adversários como o Galvez Esporte Clube, Águia de Marabá Futebol Clube, Santos Futebol Clube (Macapá), sendo até invicto na Copa Verde, do outro lado o Luverdense Esporte Clube tinha as características iguais ao Papão da Curuzu. Sendo a última partida do Paysandu dentro de seus dominios, o Luverdense tinha em sua bagagem o jogo de Ida com uma vantagem de levar 1 gol que levantaria o caneco da Copa Verde de 2017(Jogo anterior o Luverdense havia ganhado do Paysandu por 3 a 1 na Arena Pantanal).
Com um futebol fraco mostrado dentro do mangueirão, o Paysandu conseguiu apenas um empate diante da Luverdense em 1 a 1 e se sagrando campeão da Copa Verde. Com um verdadeiro show da Torcida nas arquibancadas, o time ficou no "quase" em conseguir o seu bicampeonato da Copa Verde e um verdadeiro "racha" da Torcida, diante dos pensamentos do Comandante Bicolor. Já começavam os questionamentos sobre o futuro do Técnico Marcelo Chamusca no Paysandu.

#### Na Copa do Brasil
Como o Paysandu foi o Atual campeão da Copa Verde de 2016, o Paysandu tinha o luxo de começar a Copa do Brasil pelas Oitavas de final, tendo o seu adversário o Santos Futebol Clube. Com jogos de ida e volta, o Paysandu começou jogando com o jogo de ida na famosa Vila Belmiro onde ele perderam de 2x0. Apesar com uma atuação de igual para igual contra o time do Peixe Praiano, o Paysandu não soube finalizar, tendo que reverter o jogo de volta no Mangueirão junto com a sua torcida. Não tendo boa atuação dentro de seus domínios, o Santos venceu por 3 a 1, terminando assim o sonho do Paysandu em avançar na Copa do Brasil.

#### 2018: bicampeonato da Copa Verde e rebaixamento para a Série C
O Paysandu foi novamente campeão da Copa Verde. A campanha invicta contou com 6 vitórias e 2 empates. Com a vitória, o Paysandu se tornou o maior campeão da competição. O Paysandu também disputou a primeira fase da Copa do Brasil e acabou sendo eliminado pelo Novo Hamburgo-RS. Durante a Série B, o Paysandu teve muitos altos e baixos e acabou sendo rebaixado para a Série C pelo Atlético Goianiense em um jogo frustrante e muito disputado, e acabou derrotado por 5 a 2 e ficou em 17° lugar com 43 pontos.

## Estrutura e patrimônio

### Estádios

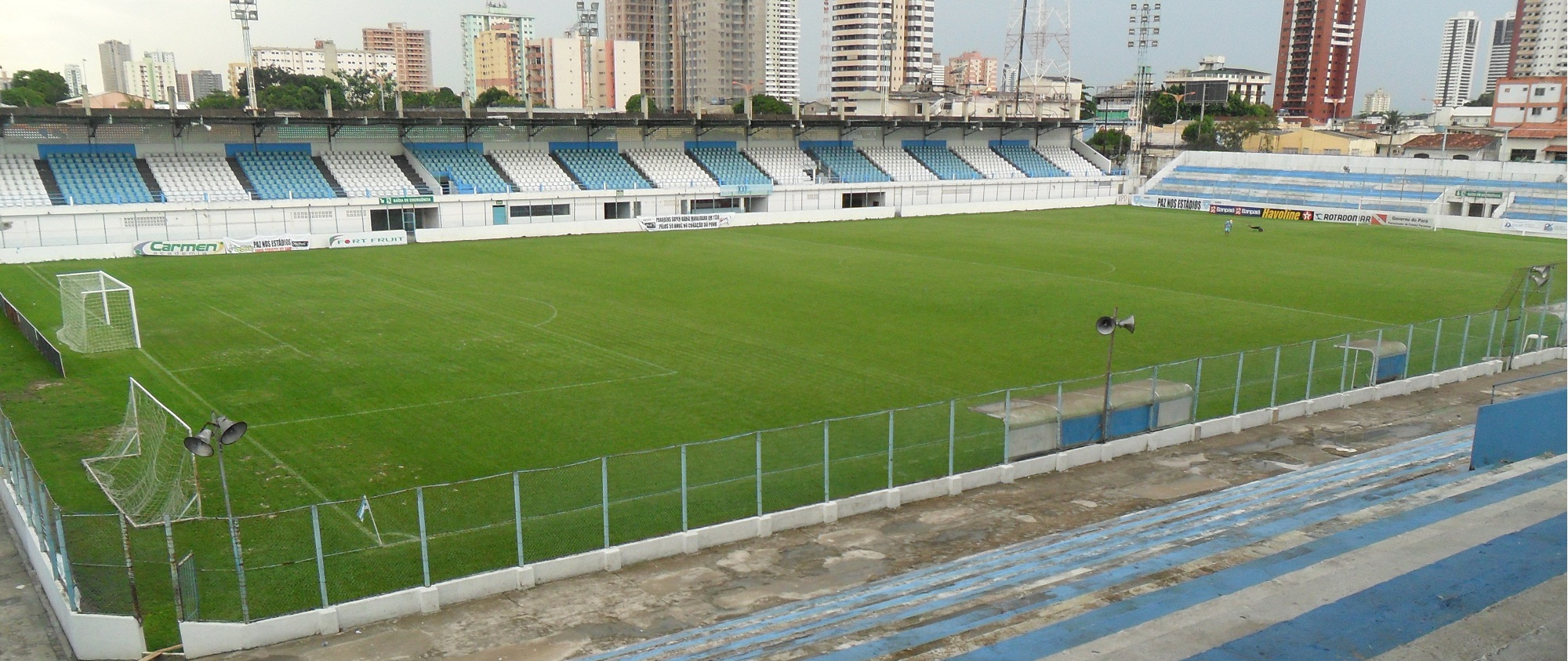
Estádio da Curuzu, o estádio onde o Paysandu manda os seus jogos

| Nome                     | Localização | Anos de Uso                    |
| ------------------------ | ----------- | ------------------------------ |
| Campo da Tv. São Matheus | Belém       | 1915–1918                      |
| Mangueirão               | Belém       | 1978–presente (Jogos de Re-Pa) |
| Curuzu                   | Belém       | 1918–presente                  |

Estádio Leônidas Sodré de Castro (Curuzu)

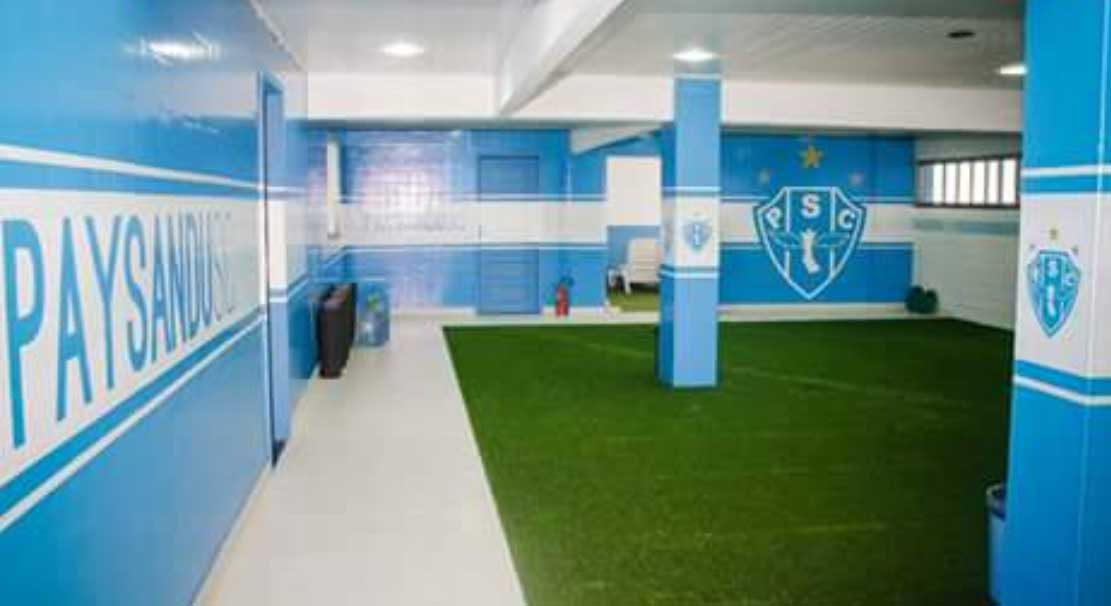
Um Espaço que possui Sala de Musculação, área de concentração, enfermaria e Departamento Médico.

Até 1918, a equipe mandava seus jogos no campo da empresa Ferreira & Comandita, inaugurado no dia 14 de junho de 1914, e em seu primeiro campo de futebol localizado na Tv. São Matheus (atual Padre Eutiquio) nº 170, cuja inauguração de procedeu em 18 de outubro de 1915.
Em fins do mês de julho de 1918, o Paysandu adquiriu o campo da empresa Ferreira & Comandita por Rs 12:000$000 (doze contos de réis), que hoje é o estádio Leônidas Castro, a popularmente conhecido como Curuzú. Localizado na Av. Almirante Barroso s/n, o estádio tem capacidade para 16.200 espectadores, com 40 camarotes, 1.800 cadeiras cativas, tribunas de honra, e arquibancadas.
Em 2010, houve a reforma do toldo superior, sendo substituído por um de acrílico.
Em 2016, houve uma nova revitalização da fachada do estádio da curuzu, com a repintura nas cores do clube, “Azul e Branco”. Além da aplicação de grafites com a trajetória recente.

### Hotel Antônio Diogo Couceiro

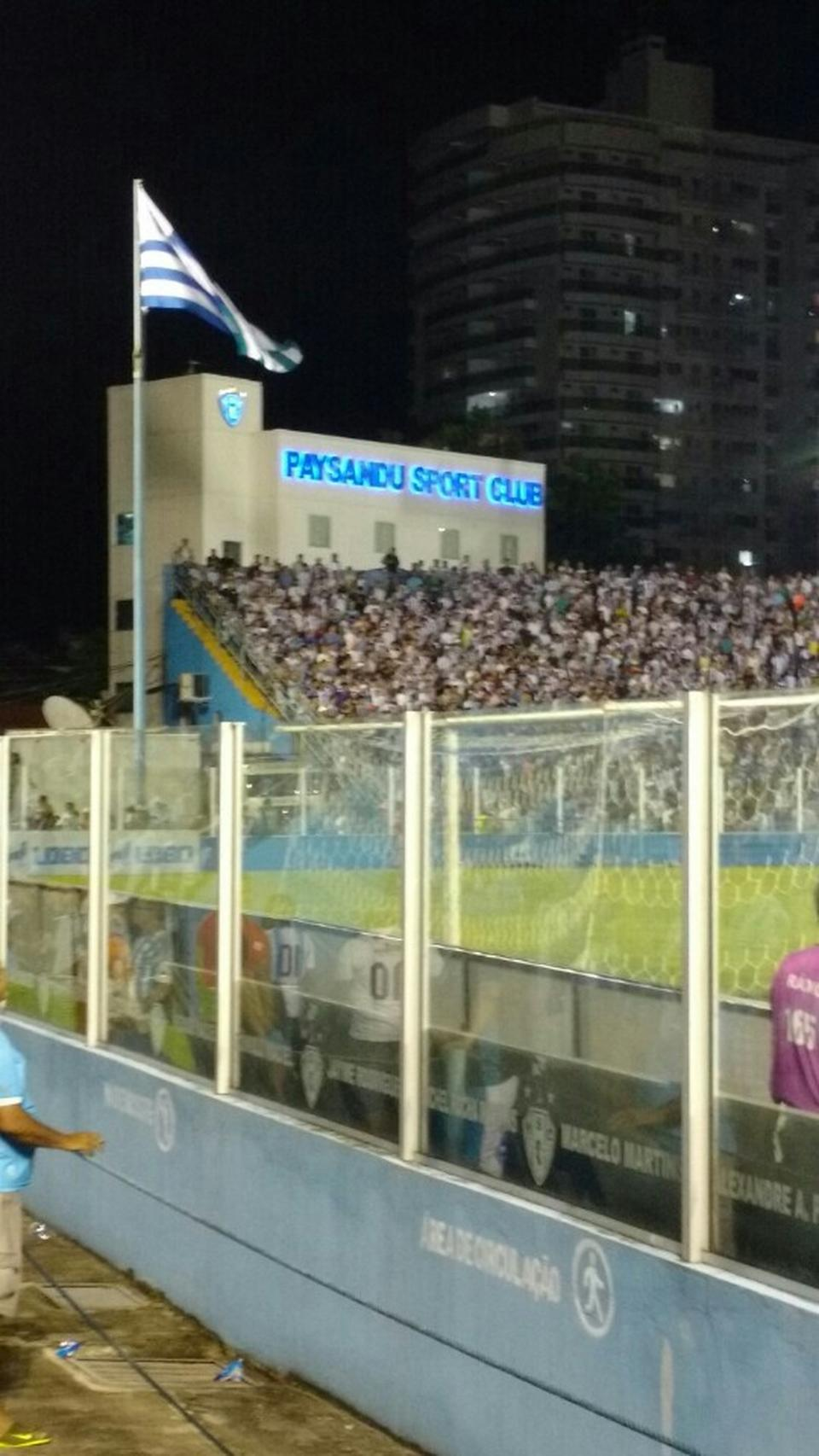
Hotel do Paysandu por trás do Estádio da Curuzu, foto tirada em 2016

Em maio de 2016, foi inaugurado hotel Antônio Diogo Couceiro, que sendo o local de hospedagem da delegação do clube nos jogos em Belém.
O ex-presidente da campanha vitoriosa do Brasileiro da Serie B de 1991, Antônio Diogo Couceiro, disse:
| “ | Eu me sinto totalmente lisonjeado com toda essa homenagem que recebi. Na reunião onde foi definido qual seria o nome do hotel todos foram unânimes na escolha do meu nome. É uma alegria muito grande de ver todo esse trabalho sendo feito dentro do Paysandu, e me alegra bastante também toda essa juventude que carrega dentro de si o DNA bicolor. | ” |
|   | — Antônio Diogo Couceiro, ex-presidente do Paysandu, em 25 de maio de 2016. |   |

O hotel conta com dezenove quartos, podendo comportar 38 pessoas. Foram construídos também uma recepção, a sala de refeições, uma cozinha industrial e uma sala de palestras com capacidade para 60 pessoas.

### Centro de Treinamento Raul Aguilera
Lançado em 27 de julho de 2016, localizado no bairro de Águas Lindas em Belém, o Centro de Treinamento Raul Aguilera será um dos maiores Centros de Treinamento do Brasil, sendo referência na Região Norte do Brasil.
O Centro de Treinamento contará com cinco campos de futebol, um meio-campo para treinamento dos goleiros, um bloco de apoio, contando com a cozinha, lavanderia e refeitório, hotel, estacionamento, vestiário e área de imprensa, que terá também um estacionamento, além de uma portaria de controle.
No início de 2020, a diretoria do clube anunciou parceria e retomada das obras do CT Raul Aguilera, o planejamento é realizar a supressão vegetal e finalizar 2 campos de futebol como 1ª etapa do projeto original. O custo inicial deve ser de R$ 10 milhões a R$ 12 milhões.
No dia 19 de maio de 2020, o Paysandu anunciou conclusão da etapa de limpeza de uma área de 70.000 m² no centro de treinamento e início da implementação do primeiro campo de futebol.

### Sede Náutica
A sede náutica do Paysandu está localizada no Largo do Carmo n.º 1, bairro da Cidade Velha. Sua inauguração se procedeu no dia 1 de agosto de 1920, data escolhida para o batismo da primeira embarcação do clube, denominada “Paysandu”, sendo Lauro Sodré padrinho, filho do então presidente do clube, Benjamin de Almeida Sodré.
Atualmente a sede é composta de:
- Área administrativa;
- Tanque para treinamentos;
- Oficina para manutenção de barcos;
- Academia de ginástica;
- Cozinha;

### Sede Social

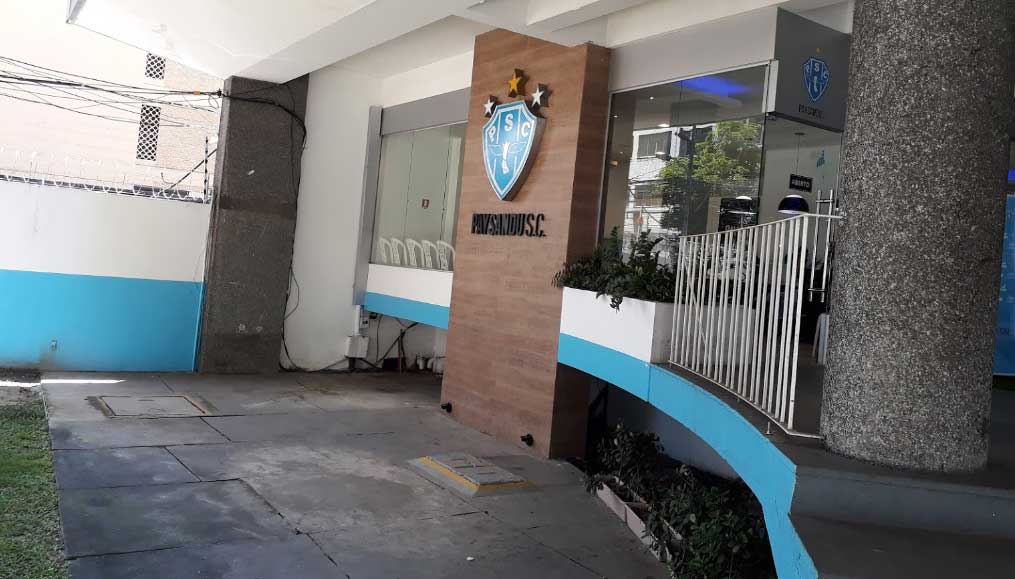
Frente da sede Social do clube na Avenida Nazaré.

Em reunião de Assembleia Geral Extraordinária, realizada em 19 de abril de 1927, a diretoria do clube foi autorizada a adquirir o prédio na Avenida Nazaré n.º33, onde se encontra a sede social da agremiação. O prédio, que foi demolido e hoje sede lugar a atual sede, foi comprado pela quantia de Rs 50:000$000 (cinquenta contos réis). A sede fica localizada na Avenida Nazaré, n.º 404, onde funciona a Presidência, Diretoria, Secretaria e Departamento Administrativo/Financeiro.
Em 29 de abril de 2016, foi construída a Loja Lobo situado na Sede Social do próprio Clube. A Loja Lobo conta com todos os materiais esportivos do clube.
Sua estrutura física é composta de:
- Sede Administrativa/Financeira;
- Salão de Recepção;

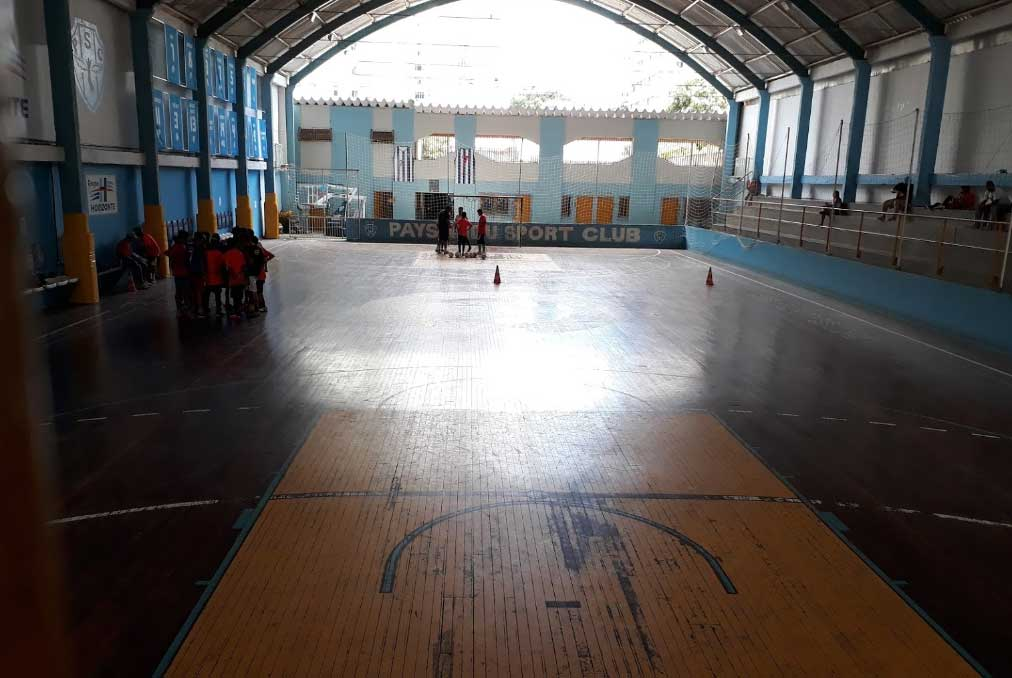
Quadra de Futsal, situado na sede social.

- Loja Lobo (artigos e produtos oficiais do clube);
- Restaurante e lanchonete (confraria Alviceleste Bar e Restô);
- Salão de Troféus do Clube (centro Cultural Abílio Couceiro);
- Quadras poliesportivas;
- Vestiários;
- Estacionamento;
- Piscina.

## Símbolos

### Escudo
O escudo é Azul real ou celeste e branco, com as iniciais PSC, em referência ao nome Paysandu Sport Club. Na parte inferior, existe um pé alado, criação de Mário Bayma que explicou o seu significado: “O objetivo da velocidade do ‘team’ jamais seria igualada ou superada por seus adversários, pois chegaria aos limites do voo”. Atualmente acima do escudo encontra-se três estrelas, duas prateadas simbolizando o bicampeonato brasileiro da Série B de 1991 (esquerda) e 2001 (direita), e uma dourada (central) referente à Copa dos Campeões de 2002.
| Evolução do Escudo do Paysandu Sport Club - PSC | Evolução do Escudo do Paysandu Sport Club - PSC | Evolução do Escudo do Paysandu Sport Club - PSC | Evolução do Escudo do Paysandu Sport Club - PSC |
| 1914–1970                                       | 1970–1991                                       | 1991–2016                                       | 2016–Atual                                      |
| ----------------------------------------------- | ----------------------------------------------- | ----------------------------------------------- | ----------------------------------------------- |

### Mascote

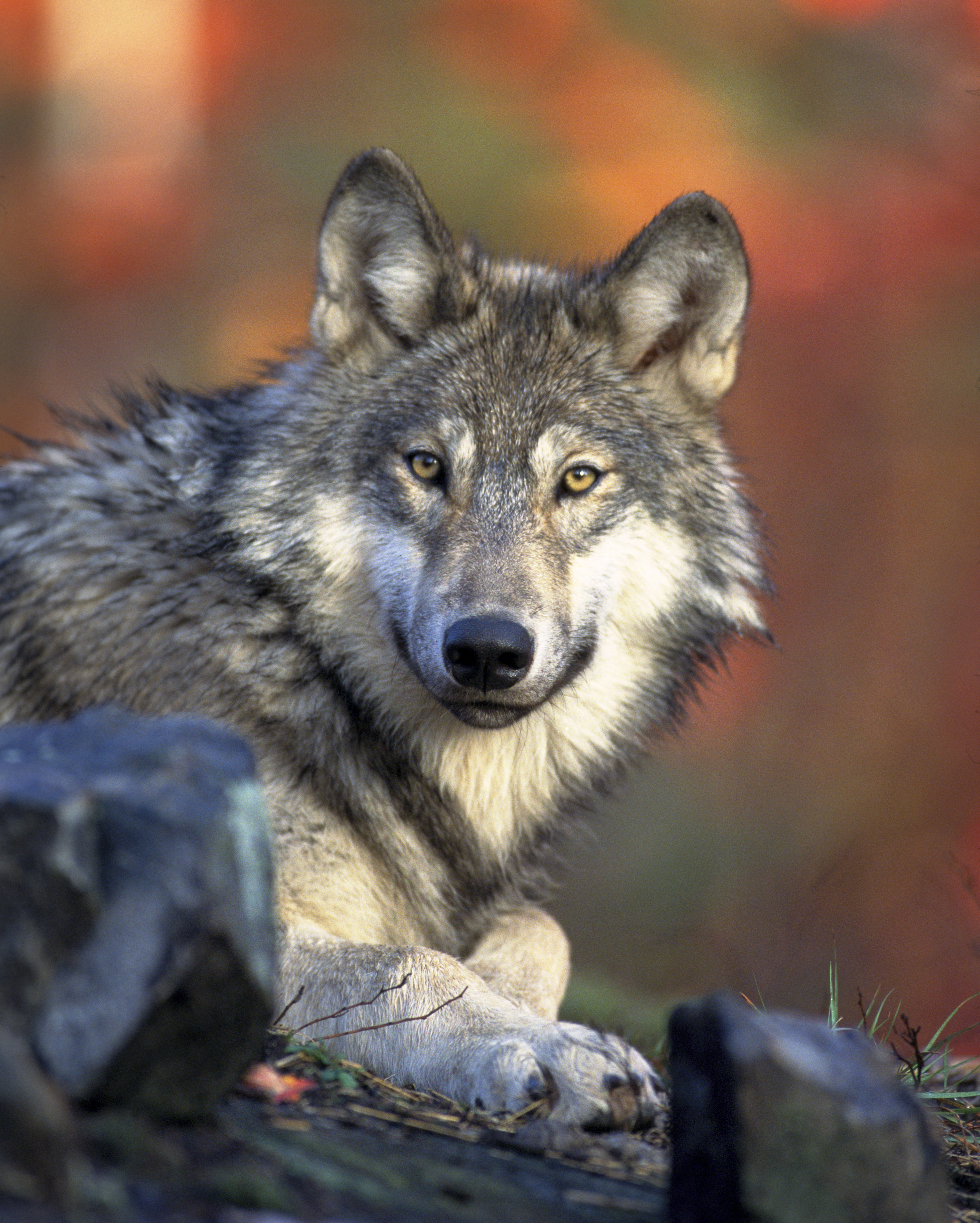
O Lobo, Mascote do Paysandu.

Em 1948, o jornalista Everardo Guilhon, colunista do jornal A Vanguarda. Em uma de suas crônicas, Guilhon explicou que quando era criança, sua mãe, ao botá-lo na cama, amedrontava-o, dizendo: “dorme logo, pois lá vem o bicho-papão!”. O jornalista associou esse fato à equipe que o clube possuía na época, escrevendo a seguinte manchete no jornal:
| “ | “Hoje treina o bicho-papão” | ” |
|   | — A Vanguarda, 1948.        |   |

A mascote do Paysandu é representada por um lobo, chamado “Bicho Papão”, vestindo o uniforme oficial do clube, segurando uma bola de futebol na mão esquerda e fazendo um sinal de polegar na mão direita.

### Hinos

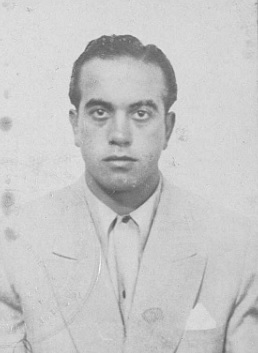
Juan Álvarez, técnico mais campeão com o clube no século XX, treinou-o também na famosa vitória sobre o Peñarol.

O hino oficial do Paysandu foi composto em 1916 pelo poeta José Simões, enquanto a música foi feita pelo professor Manuel Luis de Paiva. Há também a marchinha, composta por Francisco Pires Cavalcanti, entusiasmado com a vitória sobre o Peñarol, em 1965, sendo mais conhecido pela torcida do que o hino do time.

### Uniforme
O uniforme foi proposto por Hugo Leão, primeiro presidente bicolor, na reunião realizada no dia 10 de fevereiro de 1914. A proposição só foi aprovada pela Assembleia Geral, por unanimidade dos votos dos associados, em 19 de fevereiro de 1914, dezessete dias depois da fundação do clube. O uniforme segue o mesmo modelo atualmente.

#### Uniforme dos jogadores
2023
| 1º uniforme |  | 2º uniforme |  |

#### Patrocinadores
- Material esportivo: Lobo[31]
- Masters: Banco do Estado do Pará e Betnacional
- Secundário: GAV Resorts e Reina Farma

#### Histórico de fornecedores
| Período   | Fornecedor |
| --------- | ---------- |
| 2016-     | Lobo       |
| 2013-2015 | Puma       |
| 2009-2013 | Lotto      |
| 2007-2008 | Finta      |
| 2005-2007 | Wilson     |
| 2001-2005 | Finta      |
| 1997-2001 | Penalty    |
| 1992-1997 | Finta      |
| 1992      | Umbro      |
| 1979-1991 | Penalty    |

## Títulos e Honrarias
'
| HONORÁRIOS         | HONORÁRIOS                      | HONORÁRIOS | HONORÁRIOS |
|                    | Competição                      | Títulos    | Temporadas |
| ------------------ | ------------------------------- | ---------- | --- |
|                    | Tríplice Coroa                  | 1          | 2002 |
| NACIONAIS          |                                 |            | |
|                    | Competição                      | Títulos    | Temporadas |
|                    | Copa dos Campeões               | 1          | 2002 |
|                    | Campeonato Brasileiro - Série B | 2          | 1991 e 2001 |
| REGIONAIS          |                                 |            | |
|                    | Competição                      | Títulos    | Temporadas |
|                    | Copa Verde                      | 5          | 2016, 2018, 2022, 2024 e 2025 |
|                    | Copa Norte                      | 1          | 2002 |
| ESTADUAIS          |                                 |            | |
|                    | Competição                      | Títulos    | Temporadas |
|                    | Campeonato Paraense             | 50         | 1920, 1921, 1922, 1923, 1927, 1928, 1929, 1931, 1932, 1934, 1939, 1942, 1943, 1944, 1945, 1947, 1956, 1957, 1959, 1961, 1962, 1963, 1965, 1966, 1967, 1969, 1971, 1972, 1976, 1980, 1981, 1982, 1984, 1985, 1987, 1992, 1998, 2000, 2001, 2002, 2005, 2006, 2009, 2010, 2013, 2016, 2017, 2020, 2021 e 2024 |
|                    | Super Copa Grão-Pará            | 1          | 2025 |
|                    | Torneio Início do Pará          | 17         | 1917, 1926, 1929, 1930, 1932, 1933, 1937, 1938, 1944, 1957, 1958, 1962, 1965, 1966, 1967, 1969 e 1970 |
| TURNOS DO ESTADUAL |                                 |            | |
|                    | Competição                      | Títulos    | Temporadas |
|                    | Taça Cidade de Belém            | 7          | 2005, 2006, 2009, 2010, 2011, 2013 e 2016 |
|                    | Taça Estado do Pará             | 2          | 2005 e 2014 |

 Campeão Invicto

## Estatísticas

### Participações
|  | Participações em 2025 |

| Competição | Competição                   | Temporadas | Melhor campanha            | Estreia | Última | P | R |
| Pará       | Campeonato Paraense          | 109        | Campeão (50 vezes)         | 1914    | 2025   |   | – |
|            | Copa Verde                   | 12         | Campeão (5 vezes)          | 2014    | 2025   |   |   |
|            | Copa Norte                   | 4          | Campeão (2002)             | 1998    | 2002   |   |   |
| Brasil     | Campeonato Brasileiro        | 27         | 10º colocado (1963 e 1967) | 1960    | 2005   |   | 3 |
| Brasil     | Série B                      | 21         | Campeão (1991 e 2001)      | 1971    | 2025   | 2 | 3 |
| Brasil     | Série C                      | 12         | Vice-campeão (2014)        | 2007    | 2023   | 4 | – |
| Brasil     | Copa do Brasil               | 28         | Oitavas de Final (6 vezes) | 1989    | 2025   |   |   |
| Brasil     | Copa dos Campeões            | 1          | Campeão (2002)             | 2002    | 2002   |   |   |
|            | Copa Libertadores da América | 1          | Oitavas de Final (2003)    | 2003    | 2003   |   |   |

### Campanhas de destaque
| Paysandu Sport Club             | Paysandu Sport Club               | Paysandu Sport Club | Paysandu Sport Club | Paysandu Sport Club |
| Torneio                         | Campeão                           | Vice-campeão        | Terceiro colocado   | Quarto colocado     |
| ------------------------------- | --------------------------------- | ------------------- | ------------------- | ------------------- |
| Copa dos Campeões               | 1 (2002)                          | 0                   | 0                   | 0                   |
| Campeonato Brasileiro – Série B | 2 (1991 e 2001)                   | 1 (1987*)           | 0 (não possui)      | 1 (2000)            |
| Campeonato Brasileiro – Série C | 0 (não possui)                    | 1 (2014)            | 0 (não possui)      | 2 (2012 e 2023)     |
| Copa Verde                      | 5 (2016, 2018, 2022, 2024 e 2025) | 4 vezes             | 1 (2015)            | 0 (não possui)      |
| Copa Norte                      | 1 (2002)                          | 1 (2001)            | 0 (não possui)      | 0 (não possui)      |
| Campeonato Paraense             | 50 vezes                          | 40 vezes            | 14 vezes            | 6 vezes             |
| Taça Cidade de Belém            | 7 vezes                           | 2 (2004 e 2014)     | 1 (2008)            | 1 (2007)            |
| Taça Estado do Pará             | 2 (2005 e 2014)                   | 0 (não possui)      | 0 (não possui)      | 1 (2013)            |
| Torneio Inicio do Pará          | 26 vezes                          | 0 (não possui)      | 0 (não possui)      | 0 (não possui)      |

(*)Essa competição não é reconhecida oficialmente pela CBF como Segunda Divisão do Campeonato Brasileiro.

## Clássicos e rivalidades

### Paysandu versus Remo (Re-Pa)
Paysandu versus Clube do Remo, ou Re-Pa, é o principal clássico de Belém e de toda a Amazônia. Estes dois clubes se confrontam desde 14 de junho de 1914. Nenhum outro clássico do Brasil foi jogado tantas vezes.
O primeiro jogo foi realizado no dia 14 de junho de 1914, pelo Campeonato Paraense. O Leão venceu por 2 a 1.
Estatísticas do clássico:
- Jogos: 770
- Vitórias do Paysandu: 243
- Vitórias do Remo: 268
- Empates: 260
- Gols totais: 1953
- Gols do Paysandu: 975
- Gols do Remo: 978
- Maior goleada: Paysandu 7 x 0 Remo em 26 de julho de 1945
- Último jogo: Paysandu 1 (3) x (1) 1 Remo em 14 de abril de 2024, jogo válido pela final do Campeonato Paraense no Mangueirão, Belém, PA.

### Paysandu versus Tuna (Pa-Tu)
As duas equipes se confrontam desde 11 de dezembro de 1932, quando houve um empate em 3 a 3 em partida amistosa.
Em campeonatos paraenses, foram 219 jogos e o Paysandu leva nítida vantagem sobre a Tuna Luso, somando 116 vitórias. Ocorreram 48 empates e a Tuna saiu-se vitoriosa em 58 ocasiões. O Paysandu conta com a superioridade dos números, marcando ao longo desses oitenta e nove anos de disputa oficial 350 gols, contra 260 da Lusa. A vantagem bicolor soma 90 gols.
A maior goleada aplicada pelo Paysandu, ocorreu no Campeonato Paraense, em 6 de outubro de 1946: Paysandu 8 a 1 Tuna Luso. Em 7 de novembro de 1963 a Tuna Luso, goleou o Paysandu por 7 a 1, no estádio Francisco Vasques, no Campeonato Paraense daquele ano.[1]

## Rankings

### Ranking da CBF
- Posição: 40º
- Pontuação: 3498 pontos
- Região Norte: 1º
- Estadual: 1º

### Ranking Placar
- Posição: 17º
- Pontuação: 112 pontos

O Ranking Placar é uma classificação feita pela Revista Placar sobre as competições conquistadas pelos clubes de futebol do Brasil.

## Jogadores

### Maiores artilheiros
Jogadores que mais marcaram com a camisa do Paysandu

## Elenco atual
Última atualização: 5 de maio de 2023.

## Publicações sobre

### Livros
- COSTA, Ferreira da. A História do Paysandu Sport Club 1914-1995. Leitura, 1995.
- COSTA, Ferreira da. Papão - 90 Anos de Paixão e Glórias. Leitura, 2004.
- COSTA, Ferreira da. Almanaque do Paysandu. Leitura, 2010.

### Filmes
- Paysandú - 100 anos de Payxão (DVD): BANPARÁ e URCA Filmes, 2015, Direção Gustavo Godinho & Marco André.[40]